# Liste der Yokozuna
Dies ist die Liste aller Sumōringer, die den Rang eines Yokozuna (横綱, Großmeister) verliehen bekamen. Die Namen sind, wie im Sumō üblich, angenommene Kampfnamen (Shikona) und keine wirklichen Personennamen.
| Nr. | Name                   | Japanische Schreibweise | Lebensdaten | Geburtsort                 | Beförderung  | Rücktritt    |
| --- | ---------------------- | ----------------------- | ----------- | -------------------------- | ------------ | ------------ |
| 1   | Akashi Shiganosuke     | 明石 志賀之助           | 1600–1649   | Tochigi?                   | 1624?        | ?            |
| 2   | Ayakawa Gorōji         | 綾川 五郎次             | 1703–1765   | ?                          | 1749         | ?            |
| 3   | Maruyama Gondazaemon   | 丸山 権太左衛門         | 1713–1749   | Miyagi                     | 1749         | ?            |
| 4   | Tanikaze Kajinosuke    | 谷風 梶之助             | 1750–1795   | Miyagi                     | 1789         | 1794         |
| 5   | Onogawa Kisaburō       | 小野川 喜三郎           | 1758–1806   | Shiga                      | 1789         | 1797         |
| -   | Raiden Tameemon        | 雷電 爲右エ門           | 1767–1825   | Nagano                     | Posthum 1900 | Posthum 1900 |
| 6   | Ōnomatsu Midorinosuke  | 阿武松 緑之助           | 1794–1852   | Ishikawa                   | 1828         | 1835         |
| 7   | Inazuma Raigorō        | 稲妻 雷五郎             | 1802–1877   | Ibaraki                    | 1830         | 1839         |
| 8   | Shiranui Dakuemon      | 不知火 諾右衛門         | 1801–1854   | Kumamoto                   | 1840         | 1844         |
| 9   | Hidenoyama Raigorō     | 秀の山 雷五郎           | 1808–1862   | Miyagi                     | 1847         | 1850         |
| 10  | Unryū Hisakichi        | 雲龍 久吉               | 1822–1890   | Fukuoka                    | 1861         | 1865         |
| 11  | Shiranui Koemon        | 不知火 光右衛門         | 1825–1879   | Kumamoto                   | 1863         | 1869         |
| 12  | Jimmaku Kyūgorō        | 陣幕 久五郎             | 1829–1903   | Shimane                    | 1867         | 1867         |
| 13  | Kimenzan Tanigorō      | 鬼面山 谷五郎           | 1826–1871   | Gifu                       | 1869         | 1870         |
| 14  | Sakaigawa Namiemon     | 境川 浪右衛門           | 1841–1887   | Chiba                      | 1877         | 1881         |
| 15  | Umegatani Tohtarō I.   | 梅ケ谷 藤太郎(初代)     | 1845–1928   | Fukuoka                    | 1884         | 1885         |
| 16  | Nishinoumi Kajirō I.   | 西ノ海 嘉治郎(初代)     | 1855–1908   | Kagoshima                  | 1890         | 1896         |
| 17  | Konishiki Yasokichi    | 小錦 八十吉             | 1866–1914   | Chiba                      | 1896         | 1901         |
| 18  | Ōzutsu Man'emon        | 大砲 万右衛門           | 1869–1918   | Miyagi                     | 1901         | 1908         |
| 19  | Hitachiyama Taniemon   | 常陸山 谷右衛門         | 1874–1922   | Ibaraki                    | 1903         | 1914         |
| 20  | Umegatani Tōhtarō II.  | 梅ヶ谷 藤太郎(二代目)   | 1878–1927   | Toyama                     | 1905         | 1915         |
| 21  | Wakashima Gonshirō     | 若島 権四郎             | 1876–1943   | Chiba                      | 1905         | 1907         |
| 22  | Tachiyama Mineemon     | 太刀山 峰右衛門         | 1877–1941   | Toyama                     | 1911         | 1918         |
| 23  | Ōkido Moriemon         | 大木戸 森右衛門         | 1878–1930   | Hyogo                      | 1912         | 1914         |
| 24  | Ōtori Tanigorō         | 鳳 谷五郎               | 1887–1956   | Chiba                      | 1915         | 1920         |
| 25  | Nishinoumi Kajirō II.  | 西ノ海 嘉治郎(二代目)   | 1880–1931   | Kagoshima                  | 1916         | 1918         |
| 26  | Ōnishiki Uichirō       | 大錦 卯一郎             | 1891–1941   | Osaka                      | 1917         | 1923         |
| 27  | Tochigiyama Moriya     | 栃木山 守也             | 1892–1959   | Tochigi                    | 1918         | 1925         |
| 28  | Ōnishiki Daigorō       | 大錦 大五郎             | 1883–1943   | Aichi                      | 1918         | 1922         |
| 29  | Miyagiyama Fukumatsu   | 宮城山 福松             | 1895–1943   | Iwate                      | 1922         | 1931         |
| 30  | Nishinoumi Kajirō III. | 西ノ海 嘉治郎(三代目)   | 1890–1933   | Kagoshima                  | 1923         | 1928         |
| 31  | Tsunenohana Kan’ichi   | 常ノ花 寛市             | 1896–1960   | Okayama                    | 1924         | 1930         |
| 32  | Tamanishiki San'emon   | 玉錦 三右衛門           | 1903–1938   | Kochi                      | 1932         | 1938         |
| 33  | Musashiyama Takeshi    | 武蔵山 武               | 1909–1969   | Kanagawa                   | 1935         | 1939         |
| 34  | Minanogawa Tōzō        | 男女ノ川 登三           | 1903–1971   | Ibaraki                    | 1936         | 1942         |
| 35  | Futabayama Sadaji      | 双葉山 定次             | 1912–1968   | Oita                       | 1937         | 1945         |
| 36  | Haguroyama Masaji      | 羽黒山 政司             | 1914–1969   | Nakanokuchi                | 1941         | 1953         |
| 37  | Akinoumi Setsuo        | 安藝ノ海 節男           | 1914–1979   | Hiroshima                  | 1942         | 1946         |
| 38  | Terukuni Manzō         | 照國 万蔵               | 1919–1977   | Akita                      | 1942         | 1953         |
| 39  | Maedayama Eigorō       | 前田山 英五郎           | 1914–1971   | Ehime                      | 1947         | 1949         |
| 40  | Azumafuji Kin’ichi     | 東富士 欽壱             | 1921–1973   | Tokio                      | 1948         | 1954         |
| 41  | Chiyonoyama Masanobu   | 千代の山 雅信           | 1926–1977   | Hokkaidō                   | 1951         | 1959         |
| 42  | Kagamisato Kiyoji      | 鏡里 喜代治             | 1923–2004   | Aomori                     | 1953         | 1958         |
| 43  | Yoshibayama Junnosuke  | 吉葉山 潤之輔           | 1920–1977   | Hokkaidō                   | 1954         | 1958         |
| 44  | Tochinishiki Kiyotaka  | 栃錦 清隆               | 1925–1990   | Tokio                      | 1954         | 1960         |
| 45  | Wakanohana Kanji I.    | 若乃花 幹士(初代)       | 1928–2010   | Aomori                     | 1958         | 1962         |
| 46  | Asashio Tarō III.      | 朝潮 太郎               | 1929–1988   | Hyogo                      | 1959         | 1962         |
| 47  | Kashiwado Tsuyoshi     | 柏戸 剛                 | 1938–1996   | Yamagata                   | 1961         | 1969         |
| 48  | Taihō Kōki             | 大鵬 幸喜               | 1940–2013   | Hokkaidō                   | 1961         | 1971         |
| 49  | Tochinoumi Teruyoshi   | 栃ノ海 晃嘉             | 1938–2021   | Aomori                     | 1964         | 1966         |
| 50  | Sadanoyama Shinmatsu   | 佐田の山 晋松           | 1938–2017   | Nagasaki                   | 1965         | 1968         |
| 51  | Tamanoumi Masahiro     | 玉の海 正洋             | 1944–1971   | Aichi                      | 1970         | 1971         |
| 52  | Kitanofuji Katsuaki    | 北の富士 勝昭           | 1942–2024   | Hokkaidō                   | 1970         | 1974         |
| 53  | Kotozakura Masakatsu   | 琴櫻 傑将               | 1940–2007   | Tottori                    | 1973         | 1974         |
| 54  | Wajima Hiroshi         | 輪島 大士               | 1948–2018   | Ishikawa                   | 1973         | 1981         |
| 55  | Kitanoumi Toshimitsu   | 北の湖 敏満             | 1953–2015   | Hokkaidō                   | 1974         | 1985         |
| 56  | Wakanohana Kanji II.   | 若乃花 幹士(二代目)     | 1953–2022   | Aomori                     | 1978         | 1983         |
| 57  | Mienoumi Tsuyoshi      | 三重ノ海 剛司           | 1948–       | Mie                        | 1979         | 1980         |
| 58  | Chiyonofuji Mitsugu    | 千代の富士 貢           | 1955–2016   | Hokkaidō                   | 1981         | 1991         |
| 59  | Takanosato Toshihide   | 隆の里 俊英             | 1952–2011   | Aomori                     | 1983         | 1986         |
| 60  | Futahaguro Kōji        | 双羽黒 光司             | 1963–2019   | Mie                        | 1986         | 1987         |
| 61  | Hokutoumi Nobuyoshi    | 北勝海 信芳             | 1963–       | Hokkaidō                   | 1987         | 1992         |
| 62  | Ōnokuni Yasushi        | 大乃国 康               | 1962–       | Hokkaidō                   | 1987         | 1991         |
| 63  | Asahifuji Seiya        | 旭富士 正也             | 1960–       | Aomori                     | 1990         | 1992         |
| 64  | Akebono Tarō           | 曙 太郎                 | 1969–2024   | Hawaii, USA                | 1993         | 2001         |
| 65  | Takanohana Kōji        | 貴乃花 光司             | 1972–       | Tokio                      | 1994         | 2003         |
| 66  | Wakanohana Masaru      | 若乃花 勝               | 1971–       | Tokio                      | 1998         | 2000         |
| 67  | Musashimaru Kōyō       | 武蔵丸 光洋             | 1971–       | Samoa, USA                 | 1999         | 2003         |
| 68  | Asashōryū Akinori      | 朝青龍 明徳             | 1980–       | Ulaanbaatar, Mongolei      | 2003         | 2010         |
| 69  | Hakuhō Shō             | 白鵬 翔                 | 1985–       | Ulaanbaatar, Mongolei      | 2007         | 2021         |
| 70  | Harumafuji Kōhei       | 日馬富士 公平           | 1984–       | Ulaanbaatar, Mongolei      | 2012         | 2017         |
| 71  | Kakuryū Rikisaburō     | 鶴竜 力三郎             | 1985–       | Süchbaatar-Aimag, Mongolei | 2014         | 2021         |
| 72  | Kisenosato Yutaka      | 稀勢の里 寛             | 1986–       | Ibaraki                    | 2017         | 2019         |
| 73  | Terunofuji Haruo       | 照ノ富士春雄            | 1991–       | Ulaanbaatar, Mongolei      | 2021         | 2025         |
| 74  | Hōshōryū Tomokatsu     | 豊昇龍 智勝             | 1999-       | Ulaanbaatar, Mongolei      | 2025         |              |
| 75  | Ōnosato Daiki          | 大の里 泰輝             | 2000-       | Ishikawa                   | 2025         |              |